# Quercus jenseniana
Quercus jenseniana Hand.-Mazz. – gatunek roślin z rodziny bukowatych (Fagaceae Dumort.). Występuje naturalnie w Chinach – w prowincjach Fujian, Guangdong, Kuejczou, Hubei, Hunan, Jiangxi, Junnan i Zhejiang, a także w regionie autonomicznym Kuangsi.

## Morfologia
PokrójZimozielone drzewo dorastające do 35 m wysokości.
LiścieBlaszka liściowa jest nieco skórzasta i ma eliptyczny, podługowato eliptyczny lub podługowato odwrotnie jajowaty kształt. Mierzy 12–20 cm długości oraz 6–8 cm szerokości, jest całobrzega, ma klinową nasadę i spiczasty lub ogoniasty wierzchołek. Ogonek liściowy jest nagi i ma 30–50 mm długości.
OwoceOrzechy o podługowato jajowatym lub odwrotnie jajowatym kształcie, dorastają do 17–22 mm długości i 13–15 mm średnicy. Osadzone są pojedynczo w kubkowatych miseczkach do 30–50% ich długości. Same miseczki mierzą 13–15 mm średnicy.

## Biologia i ekologia
Rośnie w lasach mieszanych, na wysokości do 1700 m n.p.m. Kwitnie od kwietnia do czerwca, natomiast owoce dojrzewają od października do listopada.